# Салам тебе, Далгат!
«Сала́м тебе́, Далга́т!» — повесть российского писателя и литературного критика Алисы Ганиевой, её дебют в художественной прозе. В 2009 году повесть, поданная на конкурс под мужским псевдонимом (Гулла Хирачев), была удостоена премии «Дебют».
Повествование охватывает один день из жизни молодого махачкалинца и даёт панораму современной жизни в Дагестане; характерной особенностью произведения является активное использование в речи персонажей регионального варианта русского языка, распространённого в республике.

## Сюжет
Молодой аварец, махачкалинский студент по имени Далга́т, с папкой под мышкой перемещается по городу в поисках своего дяди Халилбе́ка, для которого у него в папке находится важное послание. Утром Далгат проходит через махачкалинский рынок, где замечает свою однокурсницу Саки́ну, однако не подходит к ней. Встретившийся ему бывший одноклассник Ма́га подбрасывает его на машине до дома Халилбека, попутно рассказывая о своих взаимоотношениях с девушками. На улице местная шпана отбирает у Далгата мобильник, однако его выручает Ха́джик, сын Халилбека. Самого Халилбека не оказывается дома. С Далгатом беседует старший сын Халилбека Ари́п, осуждающий современное развращение нравов и призывающий Далгата обратиться к исламу. Затем Хаджик довозит Далгата на машине до республиканской библиотеки, куда Халилбек пошёл на презентацию книги. Далгат некоторое время сидит на скучной презентации, посвящённой выходу книги «Избранное» заслуженной ногайской поэтессы Гюль-Бике, а затем узнаёт, что Халилбек уже ушёл на свадьбу родственника, которая проходит в банкетном зале «Халал» неподалёку. Далгат также идёт на свадьбу, где встречает массу знакомых, а его кузен Мурад просит его подержать дома несколько дней один свёрток, который он принесёт Далгату вечером. На открытой террасе выстрелом снайпера ранит или убивает одного из гостей, прокурора. Возникает паника, и Мурад уводит Далгата. По мнению Мурада, связанного с приверженцами салафизма, наказание прокурору было заслуженным за его неверие и коррупцию.

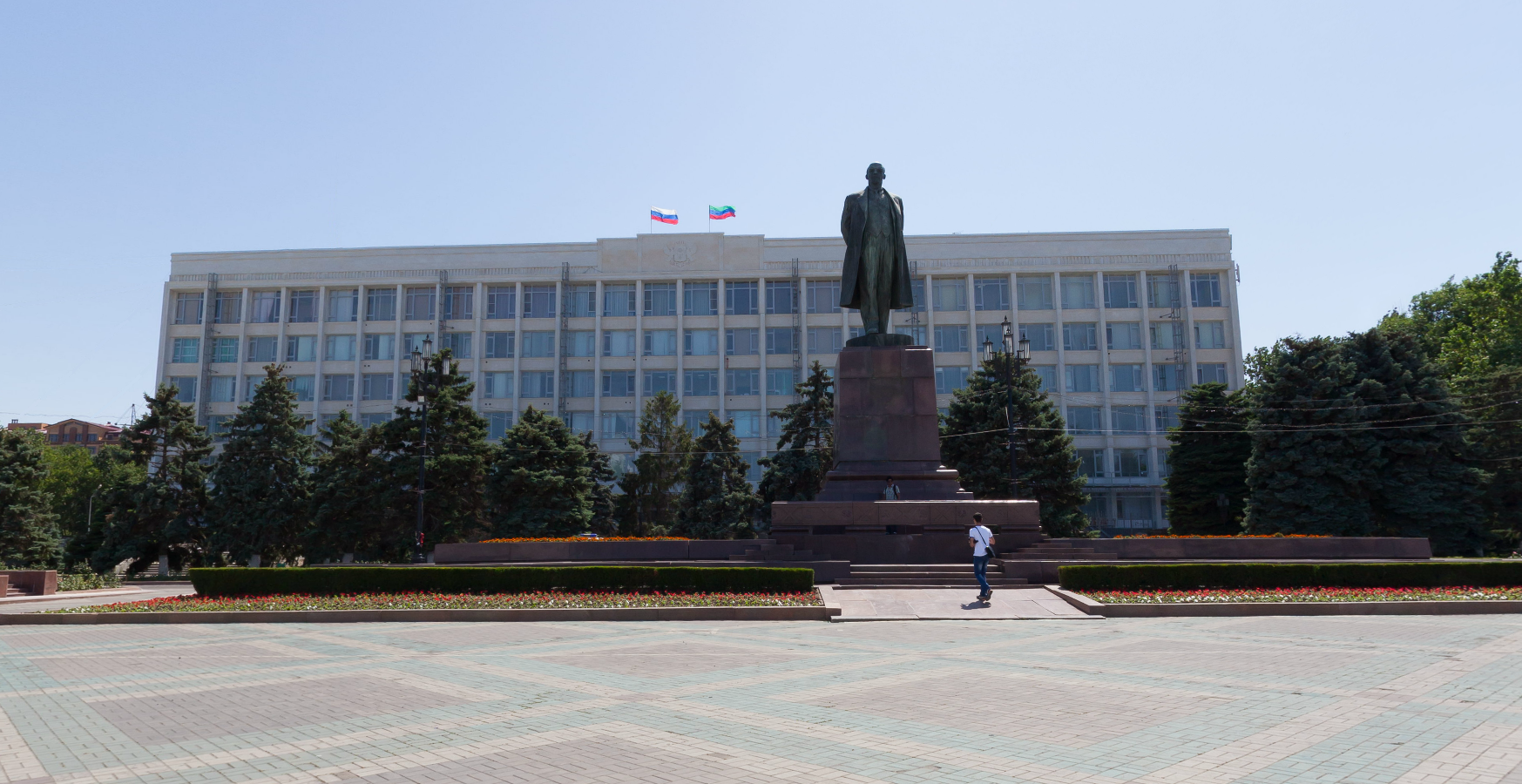
Ели и памятник Ленину у здания мэрии на главной площади Махачкалы

Далгат проходит к парку, где садится на скамейке и читает книгу, подаренную ему на презентации лезгинским писателем Яраги. Книга проникнута ностальгией по ушедшим временам и древним дагестанским обычаям. Вернувшись к банкетному залу, Далгат узнаёт, что Халилбек в отделении милиции, и идёт туда. В ожидании Халилбека он встречает свою одногруппницу Меседу́, по просьбе которой они заходят в кафе. Меседу рассказывает, что хочет уехать в Петербург. Разговор, как с некоторыми другими собеседниками в этот день, снова заходит о противостоянии ваххабизма и традиционного ислама и о том, как ваххабиты вербуют молодых людей. Выйдя из кафе, Далгат видит, что машины Халилбека уже нет. Он проходит на главную площадь и садится на ступеньки у памятника Ленину. Вскоре его кто-то окликает и Далгат, улыбаясь, смотрит на приближающегося к нему человека.

## История
Алиса Ганиева получила известность как литературный критик, и повесть «Салам тебе, Далгат!» стала её дебютом в художественной прозе. При этом, по признанию автора, написать об окружавшей её дагестанской жизни она хотела ещё со школьных лет, когда под влиянием «Евгения Онегина» начала сочинять поэму. Затем, уже живя в Москве и выступая в качестве критика, Алиса Ганиева «вяло и неорганизованно пробовала писать „о Кавказе“ в течение полутора лет», однако после того, как её муж назвал эти черновики «невозможно скучными», отложила их в сторону и «меньше чем за месяц написала вещь заново, назвав её „Салам тебе, Далгат!“». Из черновиков в качестве вставного фрагмента была использована «Книга Яраги».

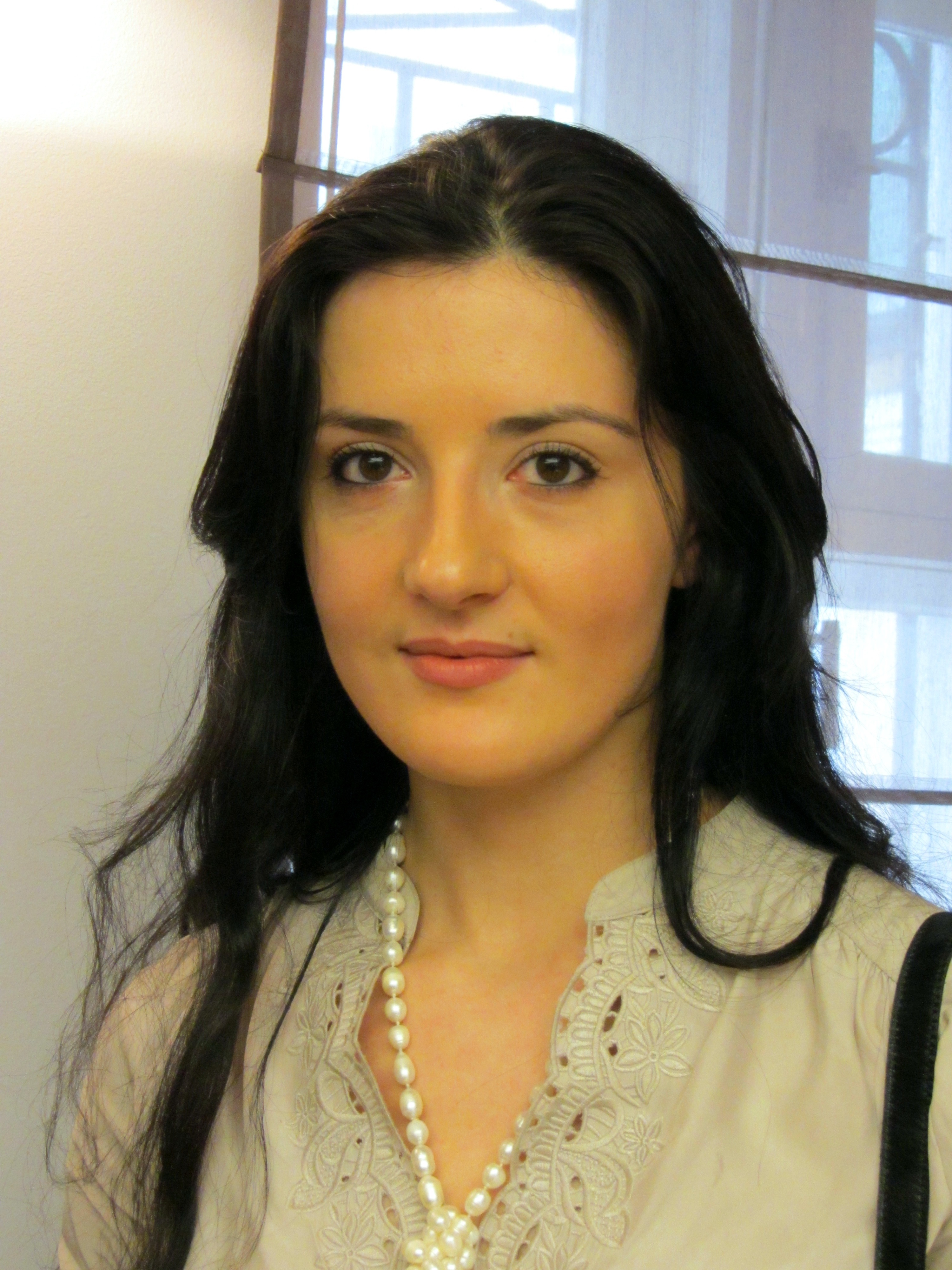
Алиса Ганиева в 2012 году

В литературных кругах Алису Ганиеву знали как критика, и для того, чтобы «услышать ничем не скованную оценку, обнулить собственный имидж», она решила выпустить повесть под псевдонимом. Кроме того, уже в процессе работы стало понятно, что «мир этой повести — абсолютно мужской. Это территория во многом табуированная для женщин». Таким образом, псевдоним дал автору внутреннюю свободу: «Только под маской Хирачева я смогла отважиться написать собственную серьёзную прозу, да ещё и про сегодняшнюю Махачкалу». Позже, уже в предисловии к журнальной публикации повести, Алиса Ганиева отмечала, что «на расстоянии от родины, под чужим именем мне было легче отстраниться от сиюминутного жизненного опыта и попытаться выразить в диалоге, сценке, детали противоречивую реальность сегодняшнего Дагестана». Таким образом, в 2009 году повесть была подана на соискание премии «Дебют» под мужским именем Гулла́ Хира́чев, и о псевдониме до вручения премии не знал никто, кроме близких Ганиевой. По её словам, реакцией на раскрытие псевдонима у членов жюри стало «полное неверие и шок».
В декабре 2009 года повести была присуждена премия «Дебют» для молодых писателей (моложе 25 лет) в номинации «Крупная проза». В 2010 году повесть была опубликована (в сокращении) в дагестанском еженедельнике «Новое дело» (в трёх номерах), журнальный вариант повести вышел в «Октябре» под именем Гуллы Хирачева, но уже с предисловием Алисы Ганиевой. В том же году повесть вошла в одноимённый сборник, включающий также рассказ «Шайтаны», цикл «Дагестанские очерки» и несколько критических эссе. Повесть вошла также в сборник «Повседневность» наряду с двумя другими произведениями лауреатов премии «Дебют».
Повесть была хорошо принята критиками, однако вызвала смешанные отзывы на родине автора, в Дагестане. Как отмечала в одном из выступлений сама Алиса Ганиева, «когда открылось, что Гулла Хирачев — не мужчина, а женщина, наиболее рьяные патриоты Дагестана сразу прописали его в махачкалинских саунах, мол, этот Хирачев, небось, там учился крупной прозе», «почему-то обиделись и кумыки», «расстроились республиканские мусульманки: „Девушка без хиджаба, чем тут гордиться-то?“», «недоумевали опытные редакторы толстых журналов: „А на каком языке это написано?“», «неожиданно хвалили национал-большевики…». Наибольшее возмущение земляков автора вызвал тот факт, что «стереотип подачи Кавказа был сломан, в любование и восторг закралась сухая, не очень приятная действительность»: «Думаю, многие из моих земляков-читателей даже не понимают, почему их возмущает мой текст, не осознают, что я ломаю какой-то вложенный в них код восприятия».

## Награды
- Премия «Дебют» (2009)[6] — победитель в номинации «Крупная проза»
- Литературная премия им. И. П. Белкина за лучшую повесть года (2010)[5] — финалист
- Премия «Триумф» (2010)[7] — молодёжная премия

## Переводы
- Французский язык: отдельное издание «Salam, Dalgat!» (L’Aube, 2013), перевод Жоэль Дюбланше (Joëlle Dublanchet)[8]
- Немецкий язык («Salam, Dalgat!»): в сборнике «Das schönste Proletariat der Welt» (Suhrkamp, 2011)
- Испанский язык («Salam, Dalgat!»): в сборнике «El segundo circulo» (La otra orilla, 2011)
- Итальянский язык («Salam, Dalgat!»): в сборнике «Il secondo cerchio» (Marco Tropea Editore, 2012)
- Китайский язык: в сборнике «Squiring The Circle» (People’s Literature, 2010)
- Словенский язык: отдельное издание (Sanje, 2023), перевод Томаж Север (Tomaž Sever)[9]

## Критика
Многие критики встретили появление повести восторженно: так, ещё на этапе обзора шорт-листа «Дебюта» Павел Басинский отмечал, что у «человека-загадки» Гуллы Хирачева из Дагестана «пожалуй, лучший русский язык из всей прозы конкурса». Заметка «Новой газеты» о присуждении первой премии Алисе Ганиевой вышла под названием «Таких ярких дебютов в прозе не было давно». Александр Иличевский назвал произведение «просто блестящим», а кроме того высказал мысль о том, что это «не повесть, а первая глава будущего романа, который станет новым „Сандро из Чегема“». На пресс-конференции во время объявления финалистов премии Иличевский воскликнул: «Хирачев, вы гений!».

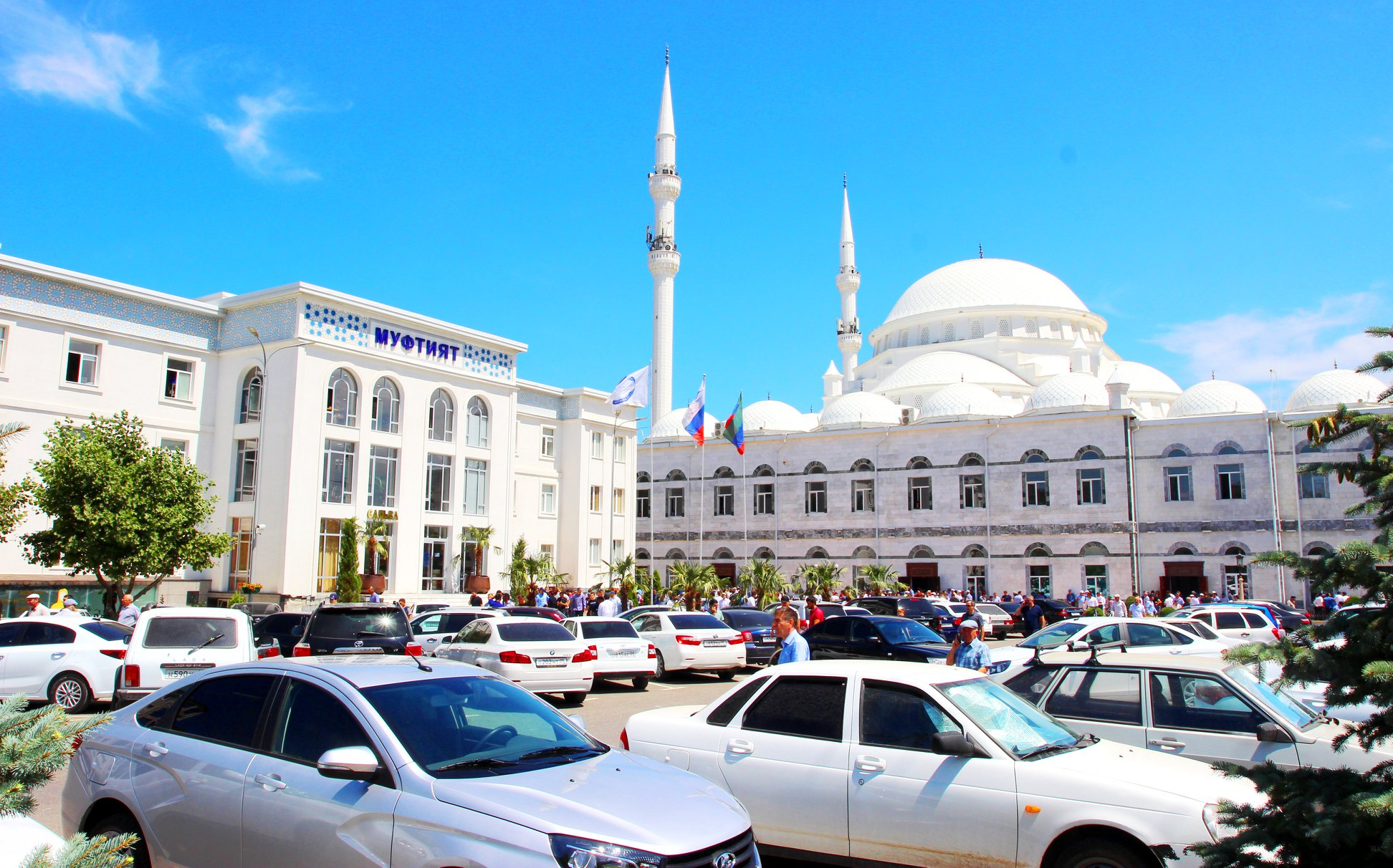
Здание Муфтията Дагестана и Центральная мечеть Махачкалы

О повести говорили как о редком, если не уникальном, художественном тексте о современном Дагестане. Так, Елена Дьякова указала на то, что повесть «показывает почти неизвестный нашей словесности мир — „мусульманскую Россию“ начала XXI века», сравнив эту «новооткрытую губернию» с Одессой 1920-х годов. Аналогично, Лиза Биргер отметила, что «при всей этнографической, иногда даже слегка утомительной, пестроте образов и речи, другой такой честной и полной картины современного Кавказа в современной русской литературе пока нет». Валерия Пустовая написала о том, что Алиса Ганиева «научила нас воспринимать без предубеждения современный Дагестан», при этом «сумела показать родную республику как есть: противоречивой, ходящей по краю, своеобразной и очень обаятельной». По мнению Кирилла Гликмана, «мы дождались текста, который дает картину жизни, а не гибели Кавказа»: «по повести можно снять кино, и оно отлично познакомит жителя средней полосы России с жизнью в Дагестане». Ту же мысль высказал и Сергей Шаргунов, вспоминая тех читателей, которые «слышали о сегодняшнем Кавказе только звон — эхо очередного взрыва»: «Пускай услышат и другие звоны — горных ручьев, свадебных бокалов, смеха, плача…».
Отмечался и особый язык, на котором написана повесть. Сергей Шаргунов охарактеризовал «язык описания» в повести как «простой, чёткий, фактурный», тогда как «язык героев» — «колоритен, поскольку говорят они на смеси наречий, на странном сленге, ставшим привычным для жителей Дагестана, но неизвестном остальным». По мнению Романа Сенчина, «речи дагестанского молодняка воспринимать сложно, но зато говорят они, „как в жизни“», а Анна Кузнецова посчитала, что герои повести «говорят вслух что-то малопонятное, несмотря на сноски и расшифровки, но призванное, видимо, передать колорит кавказской речи и показать быдловатую повседневность тамошней молодежи». Герман Садулаев назвал повесть «текстом об ультрасовременном Дагестане. Где говорят на странном и со стороны смешном языке — смеси русского с местными языками при обильном вкраплении искаженных арабских слов». Майя Кучерская, отметив, что герой повести «движется в плотной, шумной, по-восточному велеречивой, по-уличному грубой толпе персонажей, гомонящих на смеси аварского, русского и бандитского», назвала именно речь «предметом изображения»: «речь — и само существование израненной, стремительно рвущей со своим прошлым и всё-таки живой республики».

## Тематика и художественные особенности
Повесть «позволяет увидеть северокавказскую повседневность глазами местного очевидца», рассказывая «об одном летнем дне молодого дагестанца, в которой действуют маргиналы и модники, прожигатели жизни и восторженные романтики, суфии и ваххабиты». По мнению Валерии Пустовой, «книга Ганиевой написана в либеральном духе: разнообразие точек зрения, представители от многих социальных групп, минимум авторской позиции». Елена Погорелая, отмечая «импрессионистическую манеру» автора — «широкие цветовые мазки, зыбкость меняющегося фона, вибрация звука» — говорит о том, что "как такового, сюжета в прозе Алисы Ганиевой нет, есть череда эпизодов, вовлекающих в себя «типических» представителей современного кавказского быта. При этом главный герой повести Далгат, как и Наида из более позднего рассказа «Шайтаны», «занимают в своей среде двойственное, промежуточное положение между наблюдателем и изгоем»; в целом, стержневой чертой в облике Далгата критик называет «неприкаянность, чуждость среди этнических и правоверных „своих“». Близкую точку зрения на главного героя повести высказывает Лиза Биргер, говоря, что сам Далгат «голоса лишён, как лишён работы и семьи, и потому выступает камерой, фиксирующей реальность, не участвуя в ней».
По словам Романа Сенчина, жанр текста определить сложно — «вроде бы большой рассказ или мини-повесть, а скорее всего, очерк, зарисовка», в которой «композиционная примитивность и мутноватость причинно-следственных связей искупается самой идеей вещи — показать сегодняшнюю жизнь столицы Дагестана, сложный и, быть может, переломный этап, когда происходит столкновение двух цивилизаций». Отдел культуры «Новой газеты» называет «подлинной темой» повести «Дагестан как пограничье»:

Камни старого Дербента, слащавые буффонады литературных юбилеев с советским колоритом, роскошь тетушкиных ковров и текучие городские легенды о чудесах и знамениях Аллаха, волейбол на пляже, русские скинхеды, федералы, боевики, пылание хурмы и гранатов, спокойный вывод «всё равно никто никого не любит» — всё сплавлено в тексте.

Гульфия Базиева пишет о том, что повесть наполнена «ощущением транзитности» и «многопланова», при этом для читателя, знакомого с описываемой стихией, «произведение интересно точным совмещением различных, зачастую несовместимых граней северокавказского бытия», в то время как у российского читателя, никогда не бывавшего на Северном Кавказе,

появится, скорее всего, ощущение абсурдности происходящего на территории, напоминающей зону, в которой, с одной стороны, ревностно сохраняются обычаи, традиции и устои, с другой — осознаётся крушение традиционной системы ценностей, а выстраивание новой вызывает либо желание самоутвердиться (неважно каким способом), либо убежать, скрыться, затеряться в мегаполисах.

## Связь с другими произведениями
Дядя Халилбек действует также в рассказе Алисы Ганиевой «Шайтаны», написанном вскоре после повести и удостоенном премии имени Юрия Казакова за лучший рассказ года (2010). Если в повести рассказывается об одном дне из жизни молодого человека в Махачкале, то в «Шайтанах» показан один день жизни в дагестанском селе глазами девушки, приехавшей к родственникам на соболезнование. На соболезнование ждут, хотя и не успевают дождаться, Халилбека; затем, попав в райцентр, девушка в компании подруг заходит к сестре Халилбека Аминат, у которой гостит её племянник Хаджик, сын Халилбека, также упоминавшийся в повести «Салам тебе, Далгат!».
Валерия Пустовая обратила внимание на ряд других сходств между двумя рассказами: оба они «построены однообразно: автор нанизывает сценки, диалоги, детали на сюжет странствия — мы обозреваем Дагестан, следуя за героями, которые кого-то ищут». При этом «Ганиева намечает интересные характеры, горстями выдает мельчайшие, любопытные детали быта, разворачивает яркие, диковатые для русского уха диалоги», однако в итоге «эта богатая россыпь не собирается в законченное высказывание, повесть и рассказ можно продолжать и дополнять».
Персонаж Халилбек появляется и в последующих романах Ганиевой. Так, Александр Кузьменков в рецензии на роман «Жених и невеста» отмечает, что и в нём «за кадром неизменно присутствовал загадочный субъект по имени Халилбек: в „Далгате“ он работал дядей главного героя, в „Праздничной горе“ — чем-то вроде горного духа».